# Ti amo
"Ti Amo" é uma canção escrita originalmente pelo cantor Umberto Tozzi do seu álbum È nell'aria...ti amo.
Alguns anos depois foi alterada e regravada pela cantora norte americana Laura Branigan, tornando-se um hit.

## Versão Laura Branigan
Foi o terceiro single do seu terceiro álbum de estúdio, Self Control.
Apesar de não ter um video-clipe oficial, a canção tornou-se um grande hit, atingindo boas posições nas paradas. Chegou em #2 na Austrália e #5 no Canadá, e apesar dos Estados Unidos ser um país forte para Laura Branigan, a canção chegou apenas em #55.
No Brasil, teve uma boa repercusão, tornando-se um dos hits mais conhecidos da cantora no país.
Laura Branigan executou a canção em vários programas televisivos, como Solid Gold e The Tonight Show. Também aparece no VHS/LD Laura Branigan In Concert.
A cantora apresentou a canção em seus concertos até a sua morte, em 2004.

## Faixas
- 1984

12" single
1. "Ti amo" — 4:16
2. "Satisfaction" — 4:10

- 1992

CD single
1. "Ti amo" — 4:16
2. "Spanish Eddie" — 4:08

## Desempenho nas paradas musicais
| Parada musical (1984)                          | Posição |
| ---------------------------------------------- | ------- |
| Austrália - ARIA Charts                        | 2       |
| Canadá - Canadian Singles Chart                | 5       |
| Nova Zelândia - RIANZ                          | 49      |
| Reino Unido - UK Singles Chart                 | 100     |
| Estados Unidos - Billboard Hot 100             | 55      |
| Estados Unidos - Hot Adult Contemporary Tracks | 22      |
| Brasil - Brasil Singles Chart                  | 32      |